# Lubycza Królewska
Pour les articles homonymes, voir Lubycza Królewska (homonymie).
Lubycza Królewska  (prononcé en polonais : [lu'bycza-kru'lefska])  est une ville dans la voïvodie de Lublin, dans le powiat de Tomaszów Lubelski, située dans l'est de la Pologne. 
Elle est le siège administratif (chef-lieu) de la gmina urbaine-rurale de Lubycza Królewska.
Lubycza Królewska se situe à environ 16 kilomètres au sud-est de Tomaszów Lubelski (siège du powiat) et 123 kilomètres au sud-est de Lublin (capitale de la voïvodie).
Sa population s'élevait à 1 800 habitants en 2006.

## Histoire
Lubycza Królewska a le statut de ville depuis le 1er janvier 2016. Elle avait ce statut de 1759 à 1787.

## Administration
De 1975 à 1998, le village est attaché administrativement à l'ancienne voïvodie de Zamość.

Depuis 1999, il fait partie de la nouvelle voïvodie de Lublin.